# Mielinizzazione
Per mielinizzazione in medicina si intende la maturazione ultima del sistema nervoso centrale per una più veloce ed efficiente veicolazione dell'informazione.
La mielina è una sostanza lipidica che isola elettricamente l'assone del neurone.
La mielinizzazione dei neuroni è un processo proprio dell'uomo che inizia dal quinto mese di vita fetale e prosegue fino a diciotto mesi dopo la nascita, ma può rallentare a due anni e proseguire fino a dieci. È massima tra i sei e gli otto mesi di età. Nel complesso la sintesi mielinica è accompagnata da un arricchimento lipido proteico e da un impoverimento di acqua. La percentuale di mielinizzazione è misurata sulla quantità di colesterolo.
La mielinizzazione progredisce in senso postero-anteriore (caudo-cefalico) e dal basso verso l'alto, in modo corticopeto.